# تحقيق جيولوجي أولي
يشير مصطلح التحقيق الجيولوجي الأولي إلى استبيان للتربة التحتية يتم إجراؤه بواسطة جيولوجي هندسي بالإضافة إلى مهندس مدني. في العادة، يتم تعيين مساحة البناء في موقع المبنى المقترح وتقترب من أربعة عشر قدمًا في العمق ,يتم حفرها خارج، والأكثر أهمية، داخل المساحة المقترحة باستخدام نهاية دلو ماكينة الحفر. في الحالات الخطيرة، يتم استخدام حفار أكبر حجمًا وأكثر قوة. يبحث الجيولوجي عن مستويات الفشل المحتملة وطبقات الطمي الممتدة والرطوبة المفرطة واحتمالية الانضغاط بطريقة صحيحة والمتغيرات الأخرى التي ترتبط بإنشاء أساس قوي (مثل احتمالية السيولة). يتم أيضًا تجميع المواد لتحديد قيمة الانضغاط القصوى ("مراقب") للتربة التحتية. ويجب دائمًا إجراء الخطوات التمهيدية قبل إنشاء أي بناء دائم.